# Tetramelaceae
Classification APG III (2009)
Famille
Tetramelaceae est une famille de plantes dicotylédones, possédant 2 genres monospécifiques. Ce sont des arbres d'Asie du Sud et d'Asie du Sud-Est.

## Étymologie
Le nom vient du genre type Tetrameles dérivé du grec τετρα / tetra, quatre, et μέλος / melos, membre, partie, en référence aux fleurs à quatre sépales.

## Classification
En classification classique de Cronquist (1981) cette famille n'existait pas. Les deux genres étaient placés parmi les Datiscacées, mais ils seraient en fait proches des Lythracées (famille de la salicaire et du henné).

## Liste des genres
Selon Angiosperm Phylogeny Website (27 mai 2010), NCBI (27 mai 2010) et DELTA Angio (27 mai 2010) :
- genre Octomeles, arbre originaire de l'Inde à la Nouvelle-Guinée
- genre Tetrameles, arbre originaire de l'Indochine à la Malaisie

## Liste des espèces
Selon NCBI (27 mai 2010) :
- genre Octomeles (en)
  - Octomeles sumatrana
- genre Tetrameles
  - Tetrameles nudiflora